# Erse-Park
Koordinaten: 52° 28′ 22″ N, 10° 13′ 52″ O
Der Erse-Park ist ein Freizeitpark in Uetze, im Dreieck Hannover–Braunschweig–Celle. Er liegt unmittelbar an der B 188.

## Park
Der Park ist als Natur- und Gartenpark angelegt, mit Nachbildungen von urzeitlichen Tieren (Mammuts, Dinosauriern und Riesenhai) und Neandertaler-Siedlungen ausgestattet. Die fünf Dinosaurier-Nachbildungen sind Exponaten des American Museum of Natural History nachempfunden. Der Freizeitpark ist mit über 40 Fahrgeschäften ausgestattet und  120.000 m² groß.

## Attraktionen

### Achterbahnen
| Name               | Typ                                 | Hersteller   | Eröffnungsjahr | Referenzen |
| ------------------ | ----------------------------------- | ------------ | -------------- | ---------- |
| Butterfly          | Familienachterbahn, Shuttle Coaster | Sunkid       | 2023           | [ 5 ]      |
| Familienachterbahn | Familienachterbahn                  | Zierer Rides | 1992           | [ 6 ]      |

#### Ehemalige Achterbahnen
| Name      | Typ                                 | Hersteller | Eröffnungsjahr | Schließungsjahr | Referenzen |
| --------- | ----------------------------------- | ---------- | -------------- | --------------- | ---------- |
| Butterfly | Familienachterbahn, Shuttle Coaster | Sunkid     | 1990           | 2023            | [ 7 ]      |

### Weitere Attraktionen
- Lager der Steinzeitmenschen
- Reise durch die Urzeit (Bootsfahrt)
- Hochbahn (Monorail) von Mack Rides
- Wackelautos
- Drachenland mit zum Teil beweglichen Drachen, darunter auch Ersie, das Maskottchen des Parks
- Traktorbahn
- Märchenwald mit Szenerien mit Animatronics, die verschiedene Märchen darstellen und dem Schlaraffenland-Express (Kleine Parkeisenbahn)
- Oldtimerbahn
- Nostalgischer Jahrmarkt mit Riesenrad von 1898, Motorschaukel "Komet", Suppenterrinenkarussell, Schwanenkarussell, Berg- und Talbahn, Nautic Jet, Schiffschaukel, drei Kinderkarussells und verschiedene Spielstationen
- Wackeltierkarussell
- Kinderschleife
- Schmetterlingsbahn
- Wasserrondell
- Tower
- Safari-Bahn
- Parkeisenbahn
- Wasserrutsche
- Schiffsschaukel „Sindbad“
- Teppichrutsche
- Luna Loop
- Mandalon
- Bobkartbahn von Wiegand, 300 Meter lang
- „Lost World“ Rapid River (Rafting)
- Sandkasten
- Ponybahn
- Kanufahrt
- Wackelfahrrad

### Ehemalige Attraktionen
- Kurbelboote
- Minigolfplatz
- Historisches Karussell
- Seilbahn